# رونتشوس بينيتاس ويست (تكساس)
رونتشوس بينيتاس ويست (بالإنجليزية: Ranchos Penitas West CDP, Texas)‏ هي منطقة سكنية تقع بولاية تكساس في الولايات المتحدة. تبلغ مساحتها 5.4 كم2، وترتفع عن سطح البحر 151 م، بلغ عدد سكانها 573 نسمة في عام 2010 حسب إحصاء مكتب تعداد الولايات المتحدة وتصل الكثافة السكانية فيها 106.1 نسمة لكل كيلومتر مربع (274.8/ميل2).

## التركيبة السكانية
حدّد مكتب تعداد الولايات المتحدة بيانات التركيبة السكانية لرونتشوس بينيتاس ويست في تعداد الولايات المتحدة. في ما يلي، التركيبة السكانية حسب تعدادي 2000 و2010.

### تعداد عام 2000
بلغ عدد سكان رونتشوس بينيتاس ويست 520 نسمة بحسب تعداد عام 2000، وبلغ عدد الأسر 114 أسرة وعدد العائلات 105 عائلة مقيمة في المنطقة السكنية. في حين سجلت الكثافة السكانية 96.3 نسمة لكل كيلومتر مربع (249.4/ميل2). وبلغ عدد الوحدات السكنية 152 وحدة بمتوسط كثافة قدره 28.1 لكل كيلومتر مربع (72.8/ميل2).
وتوزع التركيب العرقي للمنطقة السكنية بنسبة 88.85% من البيض و0.77% من الأمريكيين الأفارقة و0.38% من الأمريكيين الأصليين و9.81% من الأعراق الأخرى و0.19% من عرقين مختلطين أو أكثر و94.23% من الهسبانيون أو اللاتينيون من أي عرق.
بلغ عدد الأسر 114 أسرة كانت نسبة 75.4% منها لديها أطفال تحت سن الثامنة عشر تعيش معهم، وبلغت نسبة الأزواج القاطنين مع بعضهم البعض 78.1% من أصل المجموع الكلي للأسر، ونسبة 9.6% من الأسر كان لديها معيلات من الإناث دون وجود شريك، بينما كانت نسبة 4.4% من الأسر لديها معيلون من الذكور دون وجود شريكة وكانت نسبة 7.9% من غير العائلات. تألفت نسبة 6.1% من أصل جميع الأسر من عدة أفراد يعيشون في نفس المنزل ونسبة 2.6% كانت تتألف من شخص يعيش بمفرده يبلغ من العمر 65 عاماً أو أكثر. وبلغ متوسط حجم الأسرة المعيشية 4.56، أما متوسط حجم العائلات فبلغ 4.71.
بلغ العمر الوسطي للسكان 23.0 عاماً. وكانت نسبة 44.2% من القاطنين تحت سن الثامنة عشر، وكانت نسبة 8.3% بين الثامنة عشر والرابعة والعشرين عاماً، ونسبة 28.8% كانت واقعةً في الفئة العمرية ما بين الخامسة والعشرين والرابعة والأربعين عاماً، ونسبة 12.9% كانت ما بين الخامسة والأربعين والرابعة والستين، ونسبة 5.8% كانت ضمن فئة الخامسة والستين عاماً فما فوق. يوجد لكل 100 أنثى 107.2 ذكر، ويوجد لكل 100 أنثى في الثامنة عشر من عمرها فما فوق 104.2 ذكر.
بلغ متوسط دخل الأسرة في المنطقة السكنية 23,681 دولارًا، أما متوسط دخل العائلة فبلغ 24,097 دولارًا. وكان متوسط دخل الذكور 22,955 دولارًا مقابل 14,107 دولارًا للإناث. وسجل دخل الفرد الخاص بالمنطقة السكنية 6,236 دولارًا. وكانت نسبة 25.3% من العائلات ونسبة 30.2% من السكان تحت خط الفقر، وكان من هؤلاء نسبة 29.6% تحت سن الثامنة عشر ونسبة 52.2% في الخامسة والستين من العمر وما فوق.

### تعداد عام 2010
بلغ عدد سكان رونتشوس بينيتاس ويست 573 نسمة بحسب تعداد عام 2010، وبلغ عدد الأسر 143 أسرة وعدد العائلات 122 عائلة مقيمة في المنطقة السكنية. في حين سجلت الكثافة السكانية 106.1 نسمة لكل كيلومتر مربع (274.8/ميل2). وبلغ عدد الوحدات السكنية 223 وحدة بمتوسط كثافة قدره 41.3 لكل كيلومتر مربع (107.0/ميل2).
وتوزع التركيب العرقي للمنطقة السكنية بنسبة 63.18% من البيض و0.35% من الأمريكيين الأفارقة و1.22% من الأمريكيين الأصليين و33.16% من الأعراق الأخرى و2.09% من عرقين مختلطين أو أكثر و98.08% من الهسبانيون أو اللاتينيون من أي عرق.
بلغ عدد الأسر 143 أسرة كانت نسبة 67.1% منها لديها أطفال تحت سن الثامنة عشر تعيش معهم، وبلغت نسبة الأزواج القاطنين مع بعضهم البعض 62.9% من أصل المجموع الكلي للأسر، ونسبة 10.5% من الأسر كان لديها معيلات من الإناث دون وجود شريك، بينما كانت نسبة 11.9% من الأسر لديها معيلون من الذكور دون وجود شريكة وكانت نسبة 14.7% من غير العائلات. تألفت نسبة 11.9% من أصل جميع الأسر من عدة أفراد يعيشون في نفس المنزل ونسبة 1.4% كانت تتألف من شخص يعيش بمفرده يبلغ من العمر 65 عاماً أو أكثر. وبلغ متوسط حجم الأسرة المعيشية 4.01، أما متوسط حجم العائلات فبلغ 4.36.
بلغ العمر الوسطي للسكان 24.5 عاماً. وكانت نسبة 40.7% من القاطنين تحت سن الثامنة عشر، وكانت نسبة 9.9% بين الثامنة عشر والرابعة والعشرين عاماً، ونسبة 27.4% كانت واقعةً في الفئة العمرية ما بين الخامسة والعشرين والرابعة والأربعين عاماً، ونسبة 17.3% كانت ما بين الخامسة والأربعين والرابعة والستين، ونسبة 4.7% كانت ضمن فئة الخامسة والستين عاماً فما فوق. وتوزع التركيب الجنسي للسكان بنسبة 52.4% ذكور و47.6% إناث.